# ドクウツボ
ドクウツボ（毒鱓、学名：Gymnothorax javanicus、英：Giant moray）は、ウナギ目ウツボ科に属する魚類の一種。体重はウツボ類で最大。

## 特徴
最大で全長3 m、体重30 kgに達する。体は細長い円筒形。体色は灰色や黄褐色で、体表面に3列から4列の黒色のまだら模様を持ち、体後方ではヒョウ柄になる。鰓孔の周囲が大きな黒斑で覆われている。

## 分布と生息地
インド太平洋に広く分布している。分布域は紅海、東アフリカからハワイ諸島、ポリネシアまで広がり、北は琉球諸島、南はニューカレドニア、トゥブアイ諸島まで見られる。水深1 - 50 mの温暖なサンゴ礁やラグーン、岩礁に生息する。

## 生態
夜行性の肉食魚で、サンゴ礁で狩りをする。ハタ科の肉食魚であるroving coral grouper(Plectropomus pessuliferus)と協力して狩りを行う。ハタはサンゴ礁の外で狩りを行うため、サンゴ礁の内外で互いに獲物を追い立てる。
主に魚食性だが、時には甲殻類も食べる。毒棘を持つミノカサゴであっても捕食する。成魚に天敵はほとんどおらず、サンゴ礁のサメと餌を巡って競合する。掃除魚であるベラに口内を掃除してもらう。
視蓋の容積が非常に小さく、視覚ではなく嗅覚によって獲物を探す。

## 毒性
ウツボ類はドクウツボ以外にもニセゴイシウツボなど、環境によって毒化する種が存在するが、ドクウツボの毒は毒蛇のように噛み付くことで毒牙から注入される毒液ではない。そもそも本種は攻撃的でなく、人に噛みつくことは稀である。毒素に汚染されたドクウツボを人間が食用にすることによって発生する、食中毒である。
日本の沖縄県の一部や、高知県の須崎市周辺、特に水揚げが多いのが須崎魚市場で、西日本一である。台湾の一部、その他のインド太平洋の島で食用にされている。ドクウツボが毒化する条件は環境によるもので、必ずしもすべての個体が食中毒を引き起こすわけではない。
ドクウツボは食物連鎖の頂点にいるため、生物濃縮で体内に高濃度の毒素を保有する個体が存在する。実験により、筋肉と内臓にシガテラ毒の存在が認められている。本種の毒性は筋肉よりも内臓の方が強いとされる。シガテラ毒によって食中毒が引き起こされると、吐き気や嘔吐、筋肉の痛み、場合によっては麻痺や幻覚が起こる。
厚生労働省のウェブサイトでドクウツボの毒性は猛毒に指定されており、シガテラ毒を保有する魚類の中でも特に多量のシガテラ毒を保有すると説明されているほか、毒性が強いことから集団で食中毒を起こす危険性が指摘されている。